# Ábila de Lisânias
Ábila de Lisânias (em latim: Abila Lysaniae; em grego clássico: Abila Lysaniou) ou simplesmente Ábila foi uma antiga cidade, às margens do rio Abana e capital da antiga Abilene, Celessíria.
De acordo com Flávio Josefo, foi no local de Ábila que Moisés reuniu o povo de Israel, após terem vagado por quarenta anos no deserto, para se despedir deles; Carl Friedrich Keil e Franz Delitzsh identificam este local com Abel-Sitim, localizada nas planícies de Moabe.
Abilene era a região que ficava ao sul de Heliópolis, ou Balbeque. Sua principal cidade era chamada Nebi Abel, e, quando o reino de Herodes, o Grande foi repartido em quatro tetrarquias, após sua morte, Abilene coube a Lisânias, e deste tetrarca deriva o nome Abila de Lisânias.
O local contém as ruínas de um templo, aquedutos e outros vestígios, e inscrições, nas margens do rio. Embora os nomes Abel e Ábila difiram em derivação e em significado, sua semelhança deu origem à tradição de que este foi o local de sepultamento de Abel. A cidade é mencionada no Novo Testamento (Lucas 3:1) e continua a ser uma Sé titular da Igreja Católica, Abilenus Lysaniae; o atual bispo é Georges Kahhalé Zouhaïraty (desde 12 de outubro de 1995).